# Ṇ
Cette page contient des caractères spéciaux ou non latins. S’ils s’affichent mal (▯, ?, etc.), consultez la page d’aide Unicode.
Ṇ, ou N point souscrit, est un graphème utilisé dans l'écriture de l'angas au Nigeria, du jumjum aux Soudan et Soudan du Sud, du suédois de Noarootsi en Estonie, ainsi que dans la transcription des langues indiennes. Il s'agit de la lettre N diacritée d'un point souscrit.

## Utilisation
En angas, Ṇ est utilisé pour représenter le son /ŋ/.
Cette lettre est utilisée également pour noter le son /ɳ/ dans des systèmes de transcription des langues indiennes : par exemple, dans la norme IAST du sanskrit, ‹ ṇ › représente ण.

## Représentations informatiques
La N point souscrit peut être représenté avec les caractères Unicode suivant :
- précomposé (Latin étendu additionnel) :

| formes    | représentations | chaînes de caractères | points de code | descriptions                             |
| --------- | --------------- | --------------------- | -------------- | ---------------------------------------- |
| capitale  | Ṇ               | Ṇ                     | U+1E46         | lettre majuscule latine n point souscrit |
| minuscule | ṇ               | ṇ                     | U+1E47         | lettre minuscule latine n point souscrit |

- décomposé (latin de base, diacritiques) :

| formes    | représentations | chaînes de caractères | points de code | descriptions                                         |
| --------- | --------------- | --------------------- | -------------- | ---------------------------------------------------- |
| capitale  | Ṇ               | N◌̣                    | U+004E U+0323  | lettre majuscule latine n diacritique point souscrit |
| minuscule | ṇ               | n◌̣                    | U+006E U+0323  | lettre minuscule latine n diacritique point souscrit |

## Sources
- Alphabet heiltsuk, Bella Bella Community School.